# 藤也卓巳
藤也 卓巳（ふじなり たくみ、2月23日 - ）は、日本の漫画家。本格ミステリ作家クラブ会員。2023年より『ASUKA』（KADOKAWA）にて、『夜の檸檬にリクエスト』を連載している。

## 来歴
2012年、『アルティマエース』(角川書店）Vol.3掲載の読み切り「99.9」でデビュー。同年6月、同誌Vol.5より草下シンヤ原作による『電脳アリスと因幡くん』の連載を開始。同年10月、同誌の休刊により同作が『月刊Asuka』（同）に移籍となり、2013年1月号より連載開始。
2017年12月、『月刊Asuka』2018年2月号より『初華咲いたか』の連載を開始。2019年5月、同誌7月号より異色ミステリー『プロメテウスの枷鎖』の連載を開始。
2021年1月、同誌3月号より悪魔研究ミステリーの『悪魔学者サラ＝コルネリウスの大事典』の連載を開始。同年より本格ミステリ作家クラブ会員に入会。
2023年7月、同誌9月号より『夜の檸檬にリクエスト』の連載を開始。

## 作品リスト

### 連載
- 電脳アリスと因幡くん（原作：草下シンヤ、『アルティマエース』Vol.5[4] - Vol.7〈休刊号[5]〉→『月刊Asuka』2013年1月号[6] - ）
- 初華咲いたか（『月刊Asuka』2018年2月号[7] - 2019年2月号[12]）
- プロメテウスの枷鎖（『月刊Asuka』2019年7月号[8] - 2020年11月号[13][14]）
- 悪魔学者サラ＝コルネリウスの大事典（『月刊Asuka』→『ASUKA』2021年3月号[9] - 2023年5月号[15]、『青騎士』3A[16]）
- 夜の檸檬にリクエスト（『ASUKA』2023年9月号[3] - ）

### 読み切り
- 99.9（『アルティマエース』Vol.3）
- 踊るおそ松サンバ（『おそ松さん 公式アンソロジーコミック 祭り』2017年[17]） - 『おそ松さん』のアンソロジー寄稿作品[17]。
- 人形と茨の魔術師（『Laurus異世界偏愛コミックアンソロジー』Vol.1、2021年[18]） - アンソロジー寄稿作品[18]。

### 書籍
- 『電脳アリスと因幡くん』、原作：草下シンヤ、角川書店〈あすかコミックスDX〉2013年 - 、既刊1巻（2013年2月20日現在）
  1. 2013年2月20日発売[19]、ISBN 978-4-04-120656-0
- 『初華咲いたか』、KADOKAWA〈あすかコミックスDX〉2018年 - 2019年、全2巻
  1. 2018年5月24日発売[20][21]、ISBN 978-4-04-106967-7
  2. 2019年1月24日発売[22]、ISBN 978-4-04-107850-1
- 『プロメテウスの枷鎖』、KADOKAWA〈あすかコミックスDX〉2019年 - 2020年、全3巻
- 『悪魔学者サラ＝コルネリウスの大事典』、KADOKAWA〈あすかコミックスDX〉2021年 - 2023年、全3巻
- 『夜の檸檬にリクエスト』、KADOKAWA〈青騎士コミックス〉2024年 - 、既刊2巻（2025年3月19日現在）
  1. 2024年4月19日発売[23][24]、ISBN 978-4-04-737802-5
  2. 2025年3月19日発売[25][26]、ISBN 978-4-04-738355-5